# 梁永權
梁永權（英語：Leung Wing-kuen），末任民主黨秘書長，前街坊工友服務處和社民連成員，前香港葵青區議會安蔭選區議員，曾於2004年至2007年出任葵青區議會副主席，於1994年10月至到2007年亦曾連續三屆擔任葵青區議會安蔭選區議員，服務安蔭多年。現時仍熱心地區事務，在公共交通最前線繼續服務市民，以綠色19座公共小巴接載市民出入，急市民所急。